# Милерсвил (Пенсилванија)
Милерсвил (енгл. Millersville) град је у америчкој савезној држави Пенсилванија.

## Демографија
По попису из 2010. године број становника је 8.168, што је 394 (5,1%) становника више него 2000. године.
| Група             | 2000.         | 2010.         |
| Белци             | 7.097 (91,3%) | 7.227 (88,5%) |
| Афроамериканци    | 335 (4,3%)    | 411 (5,0%)    |
| Азијати           | 87 (1,1%)     | 99 (1,2%)     |
| Хиспаноамериканци | 198 (2,5%)    | 351 (4,3%)    |
| Укупно            | 7.774         | 8.168         |